# José María Rosa (hijo)
José María Rosa (hijo) (Buenos Aires, 10 de marzo de 1876 - Ib., 10 de febrero de 1960) fue un abogado, militar y político argentino que se desempeñó como interventor federal (de facto) de la provincia de Mendoza durante la dictadura militar de José Félix Uriburu.

## Biografía
Como consecuencia del golpe de Estado del 6 de septiembre de 1930, el 12 de septiembre fue designado interventor federal de facto de la provincia de Mendoza. Días después, el 25 de septiembre, llegó a Mendoza a asumir el cargo y designó a Carlos Aubone como secretario de Gobierno, Emilio Pallet en Hacienda, y Ricardo Videla en la Secretaría de Industria y Obras Públicas.
El día 30 de enero presenta la renuncia, delegando la gestión en su Ministro de Gobierno, Benjamín Civit. El motivo de su renuncia fue el batirse a duelo con el diputado electo Valentín González. Como sitio del duelo se acordó la explanada del Cerro de la Gloria, se conoce que luego de disparar al aire Rosa dijo: "No he venido a Mendoza para matar a nadie".[cita requerida] El duelo se suspendió sin reconciliación y en horas de la tarde Uriburu lo repone en el cargo.
En su efímero gobierno de dos días, el general Arturo Rawson lo propuso como ministro junto a otros dos referentes conservadores, Horacio Calderón y el general Domingo Martínez, hecho que fue una la causa determinante de la remoción de Rawson. José María Rosa era accionista y público sostén del diario El Pampero, un periódico de derecha de conocida simpatía por el nazismo.[cita requerida]